# Jean Barbault
Jean Barbault, född 1705 i Viarmes, död 1765/1766 i Rom, var en fransk konstnär och gravör. Han bodde i Rom under många år.
Han utförde en rad etsningar och graveringar. 1763 utgavs han gravyrer med Rom-motiv. På 1970-talet producerades en fransk samlingsutställning av hans verk. 